# Psyche (sonda espacial)

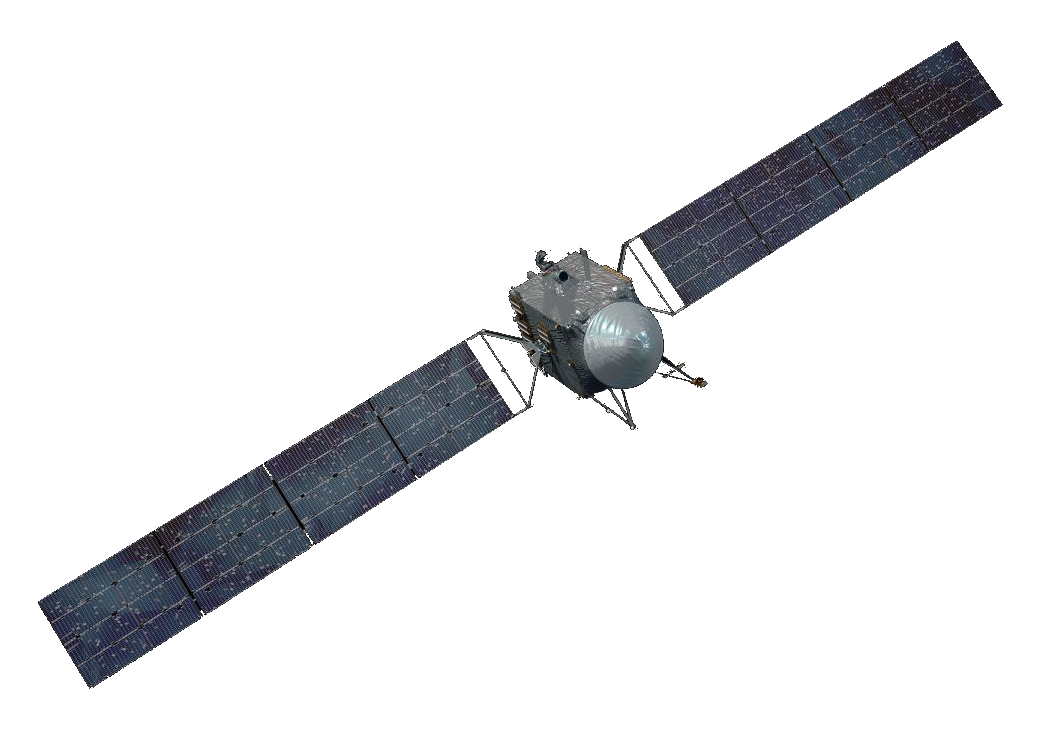
Impressão artística da sonda Psyche

Psyche é uma sonda espacial que irá explorar a origem dos núcleos planetários, estudando o asteroide metálico 16 Psique. Este asteroide pode ser o núcleo de ferro exposto de um protoplaneta, provavelmente sendo o remanescente de uma colisão violenta com outro objeto que removeu sua crosta exterior. Lindy Elkins-Tanton da Universidade do Estado do Arizona, em Tempe, Arizona, é o investigador principal, que propôs esta missão ao Programa Discovery da NASA. O Laboratório de Propulsão a Jato da NASA gerenciará o projeto.
16 Psique é o asteroide do tipo M conhecido mais pesado. As observações de radar do asteroide realizados a partir da Terra indicam uma composição de ferro e níquel. Em 4 de janeiro de 2017, a missão Psique foi escolhida juntamente com a missão de Lucy como a próxima missão da classe Discovery da NASA.
A Psyche foi lançada em 13 de outubro de 2023, a bordo do foguete Falcon Heavy da SpaceX, e a inserção da sonda na órbita do asteroide está prevista para ocorrer em Agosto de 2029.